# Sage von der Wirtin von Bos-cha
Die Sage von der Wirtin von Bos-cha ist im Weiler Bos-cha bei Ardez im Unterengadin beheimatet.

## Inhalt

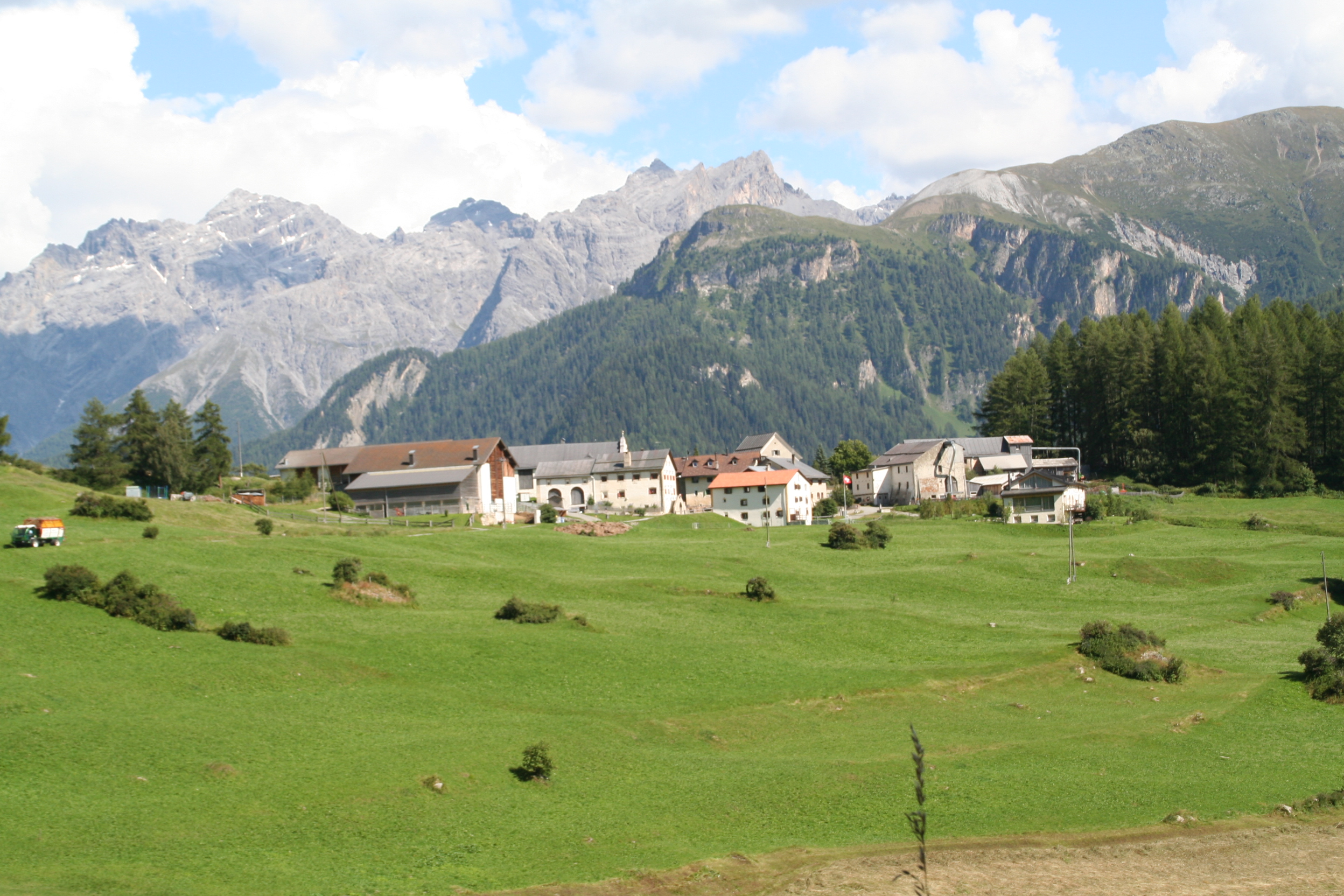
Bos-cha

In Bos-cha stand in früherer Zeit eine Usteria (rätoromanisch für «Wirtshaus»), in der eine Räuberbande ihr Domizil hatte. Die Wirtin selbst war Mitglied der Bande. Sie hatte einen Sohn, der im Ausland lebte und es dort dank Fleiss, Beharrlichkeit und Rechtschaffenheit zu einem gewissen Reichtum gebracht hatte. Ein Engadiner erzählte ihm eines Tages vom bösen Treiben der Mutter in der fernen Heimat. Der Sohn konnte es nicht fassen und entschloss sich bald, nach Bos-cha zurückzukehren und nach dem Rechten zu sehen. 
Bei anbrechender Abenddämmerung klopfte er beim Wirtshaus an und wurde von seiner Mutter eingelassen, die ihn jedoch nicht erkannte. Wohl aber nahm sie den schweren Gürtel mit dem Geldbeutel wahr. Der Sohn legte sich auf die Ofenbank, während die Mutter das Essen anrichtete. Erschöpft von der Reise schlief er ein. Die Wirtin kam und goss in den offenen Mund des Schnarchenden eine Pfanne voll siedender Butter. Der Sterbende konnte noch stammeln: „Mutter, Mutter, was hast du getan!?“
Als sie diese Worte hörte, erkannte die Mutter den Sohn. Ihr Wehklagen war gewaltig und sie weinte und schrie. Dann verschwand sie für immer aus dem Dorf. Noch lange nach diesen Geschehnissen konnten Wanderer in der Umgebung nachts eine geisterähnliche Gestalt sehen, die eine schwarzgelbe Hand hatte und ihnen mit dieser warnend anzeigte, dass sie Dorf und Schankhaus meiden sollten.  

## Quelle
- Die Sage von der Wirtin von Bos-cha, in: Märchenhaftes Wandern. Auf den Spuren von Bündner Sagen und Märchen, 2. Auflage 2003, Terra Grischuna Verlag Chur, S. 67